# جزیره کورا
جزیره کورا یا کور (به ترکی آذربایجانی: Kür dili) یک جزیره در دریای کاسپین است که در سواحل جمهوری آذربایجان قرار دارد. این جزیره در ۳۳ کیلومتری جنوب نفت‌چاله و ۱۵۰ کیلومتری جنوب‌شرقی باکو جای دارد. این جزیره از نظر اداری در استان آران قرار گرفته‌است.

## تاریخ
این جزیره پیش‌تر با زبانه ساحلی به سرزمین اصلی متصل شده بود. این جزیره پس از رودخانه کورا واقع در شمال آن توسط فئودور سیمونف کاوشگر پیشگام دریای کاسپین در زمان پتر یکم نامگذاری شد. سیمونف مقاله‌ای به‌نام خلبان دریای کاسپین را در سال ۱۷۲۰ نوشت، نخستین گزارشی در مورد آن جزیره که تا آن زمان شناخته‌شده نبود. این مقاله توسط آکادمی علوم روسیه منتشر شد.

## جغرافیا
جزیره کورا ۷٫۵ کیلومتر از نزدیک‌ترین نقطه یعنی انتهای تیز خشکی شمالی خلیج قزل‌آغاج فاصله دارد. این جزیره در ۱۰ کیلومتری شرق ساحل خلیج قزل‌آغاج جای دارد. این جزیره اگرچه در فاصله زیادی از باکو قرار گرفته‌است اما بخشی از مجمع‌الجزایر باکو است و جنوبی‌ترین جزیره آن محسوب می‌شود.
مساحت جزیره کورا ۴۳ کیلومتر مربع است. درازای جزیره ۱۱٫۸ کیلومتر و پهنای آن ۵٫۲ کیلومتر است. این جزیره کم‌ارتفاع و دارای گل و لای است و در جهت شمال‌شرقی به شمال امتداد دارد.
یک فانوس دریایی در جزیره کورا وجود دارد که در سال ۱۹۱۱ ساخته شد و در سال ۱۹۶۶ متروکه شد.

### جزیره سنگ کورا
کور داشی یا سنگ کورا (ترکی آذربایجانی: Kür daşı) یک جزیره کوچک با بیشینه درازای ۰٫۱۸ کیلومتر در ۱۳ کیلومتری از شرق به انتهای شمال‌شرقی این جزیره است.